# Charlot grande coquette
Pour plus de détails, voir Fiche technique et Distribution.
Charlot grande coquette (titre original : The Masquerader) est une comédie burlesque américaine réalisée par Charlie Chaplin, sortie le 27 août 1914.

## Synopsis
Charlie Chaplin, qui joue ici son propre rôle, se maquille en Charlot pour un tournage. Le metteur en scène lui explique qu'il doit secourir le bébé d'une jeune mère au moment exact où un terrible personnage brandit son couteau au-dessus du berceau. Seulement Charlie est distrait hors plateau par de jeunes actrices et oublie d'entrer en scène. Le réalisateur, lassé, le met dehors et lui défend de revenir. Charlie se met en devoir de le contredire et se déguise en femme pour entrer dans le studio. Le metteur en scène est alors séduit par cette nouvelle jeune fille, et lui donne un rôle, mais lorsqu'il découvre le pot-aux-roses il décide de nouveau de chasser l'audacieux. Après une nouvelle course-poursuite, Charlot finit au fond d'un puits, et l'équipe de tournage décide de l'y laisser.

## Fiche technique
- Titre : Charlot grande coquette
- Titre original : The Masquerader
- Réalisation : Charlie Chaplin
- Scénario : Charlie Chaplin
- Photographie : Frank D. Williams
- Montage : Charlie Chaplin
- Producteur : Mack Sennett
- Société de production : Keystone
- Société de distribution : Mutual Film
- Pays d'origine :  États-Unis
- Langue : film muet avec les intertitres en français
- Format : Noir et blanc — 16 mm — 1,33:1 — Muet
- Genre : Comédie
Film burlesque
- Durée : 16 minutes
- Date de sortie : 27 août 1914

## Distribution
- Charlie Chaplin : lui-même, Charlot et une belle étrangère
- Roscoe 'Fatty' Arbuckle : acteur
- Chester Conklin : acteur
- Charles Murray : réalisateur
- Jess Dandy : acteur (le méchant)
- Minta Durfee : actrice (la mère de l'enfant)
- Cecile Arnold : actrice
- Vivian Edwards : actrice
- Harry McCoy : acteur
- Charley Chase : acteur
- Glen Cavender : figuration